# ارکیده‌های خرگوشی
ارکیده‌های خرگوشی (نام علمی: Eriochilus) نام یک سرده از تبار درازگوشان است.